# Samuel Siegfried Karl von Basch
Samuel Siegfried Karl Ritter von Basch (9 de setembro de 1837 Praga - 25 de abril de 1905, Viena ) foi um médico austríaco-judeu, mais conhecido como o médico pessoal do imperador Maximiliano I do México e o inventor do medidor de pressão arterial (esfigmomanómetro).
Basch foi educado nas universidades de Praga e Viena.  Em1857 estudou Química no Laboratório de Ernst Wilhelm von Brücke, em Viena, e cinco anos mais tarde começou a estudar medicina. Desde então até 1865 foi assistente de Leopold Ritter von Dittel, Eduard Jäger von Jaxtthal, Ludwig Türck e Eugen Kolisko (1811-1884) nas suas cátedras da Universidade de Viena. Nesse último ano Basch foi nomeado cirurgião chefe do hospital militar de Puebla, México,  e rapidamente foi chamado para junto de Maximiliano; permanecendo com o monarca por dez meses, até à sua execução pelos revolucionários, a 19 de junho de 1867.
Quando, em Queretaro, Maximiliano compreende que em poucos dias se decidirá o seu destino,  manda Basch, ao tenente Ernst Pitner, e ao Major Becker para registar diariamente tudo o que acontecesse. No momento em que o imperador e os seus seguidores foran  entregues a Benito Juárez pelo Coronel Miguel López, a 14 de maio de 1867, Basch perdeu muitos dos seus manuscritos, salvando só algumas notas. Quando tocou o alarme, Basch tentou fugir a cavalo, mas foi impedido pelos mexicanos.
Quando da execução de Maximiliano, regressou à Áustria com o corpo do Imperador, a 26 de novembro de 1867, no Elizabeth.
Em 1870 Basch foi nomeado para a cátedra de patologia experimental na Universidade de Viena, e em 1877 foi professor assistente. Foi tornado enobrecido cavaleiro (Ritter) pelo Imperador Francisco José I pelos seus sacrifícios no assunto de Maximiliano.